# The Gentle Cyclone
The Gentle Cyclone is een Amerikaanse western uit 1926 onder regie van W.S. Van Dyke. Destijds werd de film in Nederland uitgebracht onder de titel Buck, de vredesknokker. De film is wellicht zoekgeraakt.

## Verhaal
De jarenlange vete tussen de families Marshall en Wilkes komt tot een kookpunt, wanneer de beide families June Prowitt willen adopteren, die op het punt staat een fortuin te erven. De cowboy Absolem Wales wil een einde maken aan de vete door het meisje zelf te adopteren. Op die manier wil hij ook zijn eigen beurs spekken. Wanneer hij erachter komt dat June Prowitt in feite een aantrekkelijke volwassen vrouw is, heeft de cowboy ineens trouwplannen.

## Rolverdeling
| Acteur         | Personage           |
| -------------- | ------------------- |
| Buck Jones     | Absolem Wales       |
| Rose Blossom   | June Prowitt        |
| Will Walling   | Marshall sr.        |
| Reed Howes     | Marshall jr.        |
| Stanton Heck   | Wilkes sr.          |
| Grant Withers  | Wilkes jr.          |
| Kathleen Myers | Mary Wilkes         |
| Jay Hunt       | Rechter Summerfield |
| Oliver Hardy   | Sheriff Bill        |
| Marion Harlan  |                     |